# Chaim Schirmann
Chaim (Jefim) Schirmann (geboren 19. Oktober 1904 in Kiew, Russisches Kaiserreich; gestorben 15. Juni 1981) war ein israelischer Gelehrter. Sein Forschungsschwerpunkt war die mittelalterliche jüdische Belletristik Spaniens, der Provence und Italiens.

## Leben
Aufgewachsen im Russischen Kaiserreich übersiedelte die Familie aufgrund der Folgen der Oktoberrevolution 1920 nach Deutschland. Er wurde 1928 mit der Dissertation Die hebräische Ubersetzung der Maqamen des Hariri promoviert. Wenige Zeit darauf konnte Schirmann die Arbeit am neugegründeten Schocken-Institut zur Erforschung der mittelalterlichen hebräischen Poesie auf Einladung des Leiters, Chaim Brody, aufnehmen. Nach der Machtübergabe an die Nationalsozialisten emigrierten beide nach Jerusalem, wo das Institut seine Arbeit fortsetzen konnte und die Beiträge seither nicht mehr in deutscher Sprache erschienen. 1937 erhielt Schirmann eine Einladung als guest lecturer an der Hebräischen Universität Jerusalem, wo er 1952 zum Professor für mittelalterliche hebräische Poesie ernannt wurde. Auf diesem Gebiet leistete er sowohl die Ausgabe der Werke einzelner Autoren sowie sein monumentales Gesamtwerk, die zweibändige Geschichte der hebräischen Poesie, welche posthum von Ezra Fleischer herausgegeben wurde. 1957 erhielt Schirmann den Israel-Preis für Jüdische Studien, 1964 wurde er in die Israelische Akademie der Wissenschaften gewählt. Seine Emeritierung erfolgte 1968.

## Schriften (Auswahl)
- Die hebräische Übersetzung der Maqamen des Hariri (Schriften der Gesellschaft zur Förderung der Wissenschaft des Judentums 37). Frankfurt am Main: J. Kauffmann 1930.
- מבחר השירה העברית באיטליה [Anthologie der hebräischen Dichtung in Italien]. Berlin: Schocken 1934.
- השירה העברית בספרד ובפרובאנס [Hebräische Poesie in Spanien und der Provence]. 2 Bände Jerusalem 1954/56.
- תולדות השירה העברית בספרד המוסלמית [The History of Hebrew Poetry in Muslim Spain. Edited, Supplemented and Annotated by Ezra Fleischer.] Jerusalem: Magnes 1995. ISBN 965-223-914-3 (hebräisch)
- תולדות השירה העברית בספרד הנוצרית ובדרום צרפת [The History of Hebrew Poetry in Christian Spain and Southern France. Edited, Supplemented and Annotated by Ezra Fleischer]. Jerusalem: Magnes 1997. ISBN 965-223-963-1 (hebräisch)